# Вишнупур (округ)
Вишнупу́р или Бишнупу́р (англ. Bishnupur) — округ в индийском штате Манипур. Является самым маленьким по площади округом штата. Своё название округ получил от храма Вишну, расположенного в Ламангдонге. Административный центр — город Вишнупур. Площадь округа — 496 км². По данным всеиндийской переписи 2001 года население округа составляло 208 368 человек. Уровень грамотности взрослого населения составлял 67,63 %, что выше среднеиндийского уровня (59,5 %).